# 福建省历史文化街区
福建省已公布五批历史文化街区，全省共有40处街区被列入。
- 第一批：2014年5月公布，共9处[1]
- 第二批：2017年3月26日公布，共11处[2]
- 第三批：2018年8月27日公布，共2处[3]
- 第四批：2020年4月17日公布，共4处[4]
- 第五批：2021年8月18日公布，共14处[5]

## 分市名单

### 福州市

#### 鼓樓區
- 三坊七巷历史文化街区（1）
- 朱紫坊历史文化街区（1）

#### 台江區
- 上下杭历史文化街区（1）

#### 連江縣
- 温麻魁龙坊历史文化街区（5）

#### 永泰縣
- 永阳古城新安巷历史文化街区（5）

#### 平潭縣
- 南北街历史文化街区（3）

### 厦门市

#### 思明區
- 鼓浪屿历史文化街区（1）
- 中山路历史文化街区（2）

#### 集美區
- 集美学村历史文化街区（2）

### 泉州市
- 中山路历史文化街区（1）
- 西街历史文化街区（1）
- 城南历史文化街区（2）

#### 晋江市
- 五店市历史文化街区（2）

#### 永春县
- 五里街历史文化街区（2）

### 漳州市
- 台湾路－香港路历史文化街区（1）
- 新华东路（岳口段）历史文化街区（3）
- 新行街历史文化街区（5）
- 东美历史文化街区（5）

#### 云霄县
- 和平路历史文化街区（2）

#### 诏安县
- 前街—东门中街—中山东路历史文化街区（3）

#### 龙海区
- 石码历史文化街区（4）

#### 南靖县
- 中山街历史文化街区（5）

### 龙岩市

#### 长汀县
- 东大街历史文化街区（1）
- 店头（建设）－五通街历史文化街区（1）
- 南大街历史文化街区（2）
- 水东街历史文化街区（2）

#### 上杭县
- 瓦子街历史文化街区（3）

#### 连城县
- 水南街历史文化街区（3）
- 吴家巷历史文化街区（3）

### 三明市
- 荆西火车站历史文化街区（5）

#### 沙县
- 东门片区历史文化街区（2）

#### 泰宁县
- 红军街历史文化街区（4）
- 尚书巷历史文化街区（4）

#### 建宁县
- 花墩桥历史文化街区（5）

#### 大田县
- “第二集美学村”历史文化街区（5）

### 南平市

#### 建瓯市
- 铁井栏—紫芝街历史文化街区（2）

#### 武夷山市
- 南门街历史文化街区（3）

#### 邵武市
- 北门历史文化街区（3）
- 晒口街道小三线建设历史文化街区（5）
- 东关街历史文化街区（5）

#### 光泽县
- 茶市街历史文化街区（5）
- 中山街历史文化街区（5）

### 宁德市

#### 蕉城区
- 鹏程历史文化街区（2）
- 城隍庙历史文化街区（4）

#### 福安市
- 阳头历史文化街区（3）
- 城南莲池历史文化街区（5）

#### 霞浦县
- 福宁古城历史文化街区（5）

### 莆田市
- 宋城历史文化街区（3）
- 萝苜田历史文化街区（3）